# Arco di Settimio Severo (Laodicea)
L'Arco di Settimio Severo è un arco trionfale a tetrapilo situato nella città di Laodicea, in Siria.